# Contarinia digitata
Contarinia digitata är en tvåvingeart som först beskrevs av Friedrich Hermann Loew 1850.  Contarinia digitata ingår i släktet Contarinia och familjen gallmyggor. Inga underarter finns listade i Catalogue of Life.